# Rasswiet (rejon talmieński)
Rasswiet (ros. Рассвет) – osiedle w Rosji, w Kraju Ałtajskim, w rejonie talmieńskim. W 2010 liczyło 12 mieszkańców.